# Jugoslaviska förstaligan i fotboll 1950
Jugoslaviska förstaligan i fotboll 1950 vanns av HNK Hajduk Split. Säsongen lades om till vår-höst.

## Tabell
| Placering | Klubb              | Spelade matcher | Vinster | Oavgjorda | Förluster | Gjorda mål | Insläppta mål | Målskillnad | Poäng |
| --------- | ------------------ | --------------- | ------- | --------- | --------- | ---------- | ------------- | ----------- | ----- |
| 1         | Hajduk Split       | 18              | 10      | 8         | 0         | 28         | 13            | +15         | 28    |
| 2         | Red Star Belgrade  | 18              | 12      | 2         | 4         | 44         | 18            | +26         | 26    |
| 3         | FK Partizan        | 18              | 12      | 2         | 4         | 46         | 19            | +27         | 26    |
| 4         | NK Dinamo Zagreb   | 18              | 9       | 4         | 5         | 23         | 17            | +6          | 22    |
| 5         | FK Sarajevo        | 18              | 7       | 3         | 8         | 30         | 27            | +3          | 17    |
| 6         | Naša Krila Zemun*  | 18              | 5       | 4         | 9         | 18         | 29            | -11         | 14    |
| 7         | BSK Beograd        | 18              | 4       | 6         | 8         | 19         | 32            | -13         | 14    |
| 8         | Lokomotiva Zagreb  | 18              | 4       | 5         | 9         | 18         | 28            | -10         | 13    |
| 9         | Spartak Subotica   | 18              | 3       | 4         | 11        | 15         | 29            | -14         | 10    |
| 10        | Buducnost Titograd | 18              | 3       | 4         | 11        | 15         | 44            | -29         | 10    |
| -         | FK Vojvodina       | -               | -       | -         | -         | -          | -             | -           | -     |
| -         | Napredak Krusevac  | -               | -       | -         | -         | -          | -             | -           | -     |
| -         | Macva Sabac        | -               | -       | -         | -         | -          | -             | -           | -     |
| -         | Borac Zagreb       | -               | -       | -         | -         | -          | -             | -           | -     |

*Vid  säsongens slut upplöstes Nasa Krila Zemun, jugoslaviska flygvapnets klubb. Därför flyttades bara ett lag ner, och hela fyra lag gick upp.